# Steganacarus
Steganacarus är ett släkte av kvalster som beskrevs av Ewing 1917. Enligt Catalogue of Life ingår Steganacarus i familjen Phthiracaridae, men enligt Dyntaxa är tillhörigheten istället familjen Steganacaridae.

## Dottertaxa tillSteganacarus, i alfabetisk ordning[1][2]
- Steganacarus absidatus
- Steganacarus angulatus
- Steganacarus antennatus
- Steganacarus applicatus
- Steganacarus aspergillus
- Steganacarus balcanicus
- Steganacarus balearicus
- Steganacarus bicarinatus
- Steganacarus boulfekhari
- Steganacarus brevipilus
- Steganacarus caelestis
- Steganacarus callainii
- Steganacarus carinatus
- Steganacarus carlosi
- Steganacarus carusoi
- Steganacarus coniunctus
- Steganacarus controversus
- Steganacarus desmeti
- Steganacarus diatropos
- Steganacarus donatoi
- Steganacarus doumandji
- Steganacarus excavatus
- Steganacarus fecundus
- Steganacarus flagellatissimus
- Steganacarus grandjeani
- Steganacarus guanarteme
- Steganacarus herculeanus
- Steganacarus hirsutus
- Steganacarus inaestimabilis
- Steganacarus incognitus
- Steganacarus incomptus
- Steganacarus insulanus
- Steganacarus inurbanus
- Steganacarus lasithiensis
- Steganacarus lucidus
- Steganacarus maghrebinus
- Steganacarus magnus
- Steganacarus malatestai
- Steganacarus manganellii
- Steganacarus michaeli
- Steganacarus niedbalai
- Steganacarus paradoxus
- Steganacarus pararafalskii
- Steganacarus patruelis
- Steganacarus personatus
- Steganacarus phasganus
- Steganacarus pseudocarinatus
- Steganacarus rafalskii
- Steganacarus relictus
- Steganacarus schweizeri
- Steganacarus sculptilis
- Steganacarus similis
- Steganacarus simonettae
- Steganacarus sol
- Steganacarus spinosus
- Steganacarus striculus
- Steganacarus tenerifensis
- Steganacarus travei
- Steganacarus tumidus
- Steganacarus valeriae
- Steganacarus wallworki
- Steganacarus vernaculus
- Steganacarus werneri
- Steganacarus vestitus